# Георг I фон Кефернбург-Илменау
Георг I фон Кефернбург-Илменау (на немски: Georg I von Käfernburg-Ilmenau; † 1376) e граф на Кефернбург в Илменау (1368 – 1376).
Той е най-възрастният син на граф Гюнтер XII фон Кефернбург († 1368/1371) и първата му съпруга Лорета фон Епщайн († 1351/1353), дъщеря на граф Готфрид IV фон Епщайн († 1341/1342) и Лорета фон Даун-Оберщайн († сл. 1361). Брат е на Гюнтер XIII († ок. 1386), граф на Кефернбург в Херманщайн, и на Хайнрих († сл. 1362).

## Фамилия
Георг I се жени на 20 ноември 1353 г. в Авиньон (или ок. 1360 г.) за София фон Шварцбург († 1392), дъщеря на германския крал Гюнтер XXI фон Шварцбург-Бланкенбург († 1349) и съпругата му Елизабет фон Хонщайн-Клетенберг († 1380), дъщеря на граф Хайнрих IV фон Хонщайн-Клетенберг. Преди 17 ноември 1357 г. те се разделят. Те имат децата:
- София († сл. 1393)
- Мехтилд († сл.1393)
- Гюнтер XIV фон Кефернбург Млади († 1385 на поклонение в Йерусалим), граф на Кефернбург (1376 – 1385), женен ок. 1378/21 август 1379 г. за Маргарета фон Мансфелд († ок. 1387/1399)

Съпругата му София фон Шварцбург се омъжва втори път 1357 г. за граф Фридрих II фон Орламюнде († 1368), трети път сл. 1368 г. за граф Хайнрих XI фон Щолберг († 1377/78) и четвърти път 1377 г. за Йохан II фон Шварцбург-Вахсенбург (1327 – 1407).